# Hilchenbach
Hilchenbach (mundartlich Helchemich) ist eine Stadt in Nordrhein-Westfalen, Deutschland. Sie gehört zum Kreis Siegen-Wittgenstein.

## Geografie

### Geografische Lage

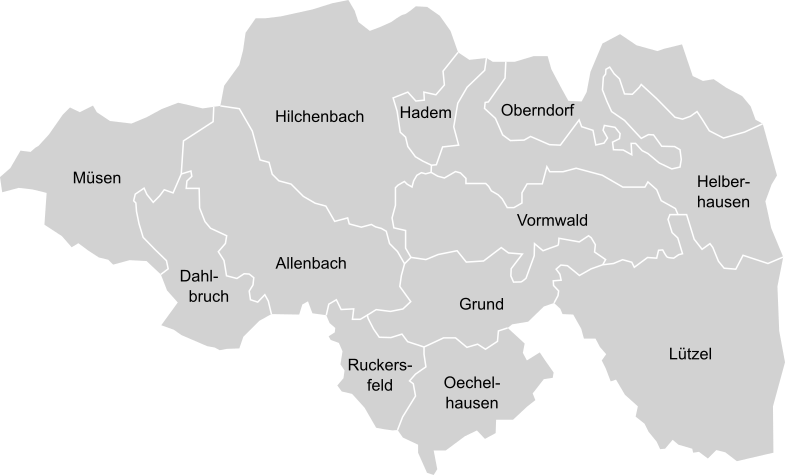
Hilchenbacher Ortsteile

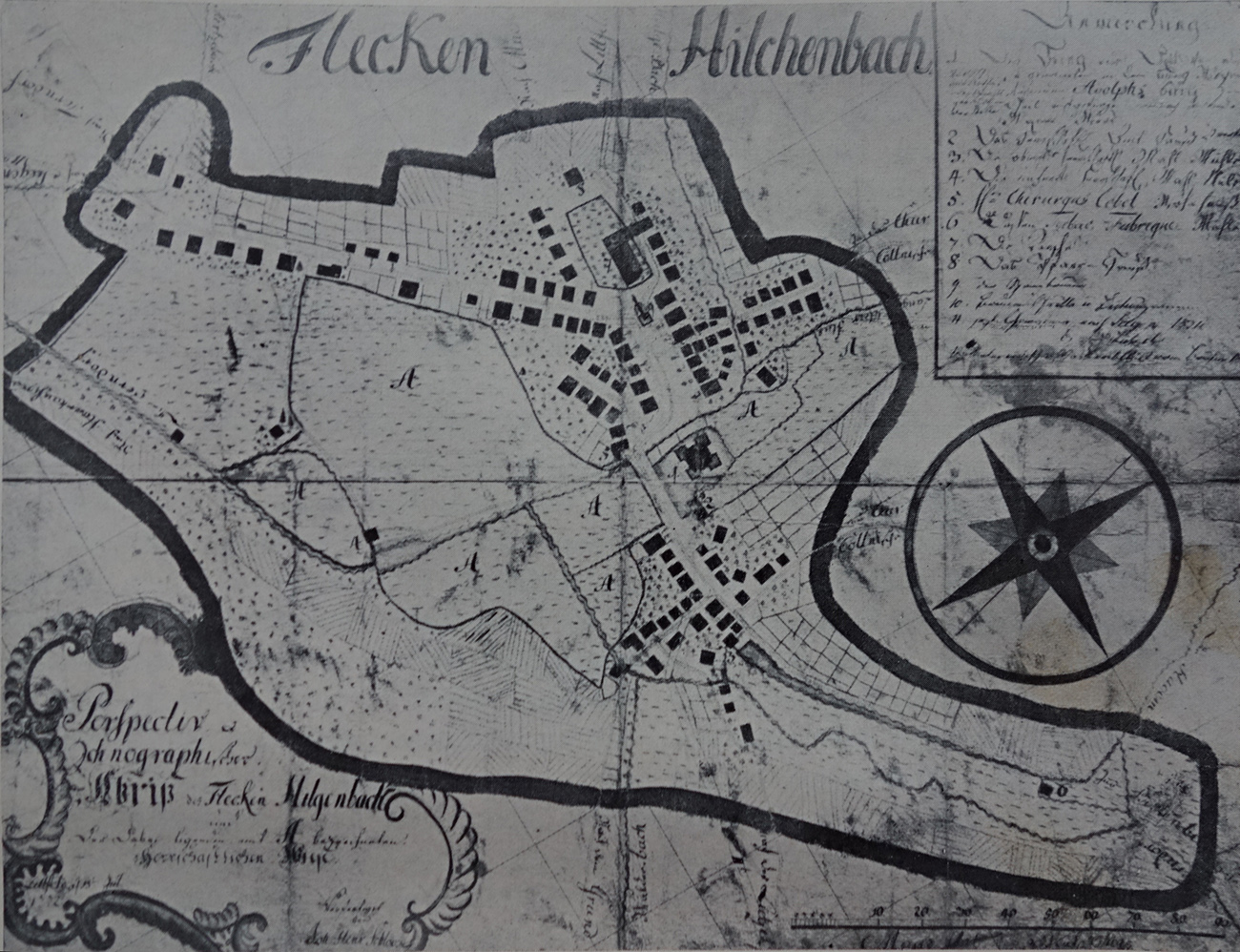
Abriss des Fleckens Hilchenbach im Jahre 1772 (Ausschnitt)

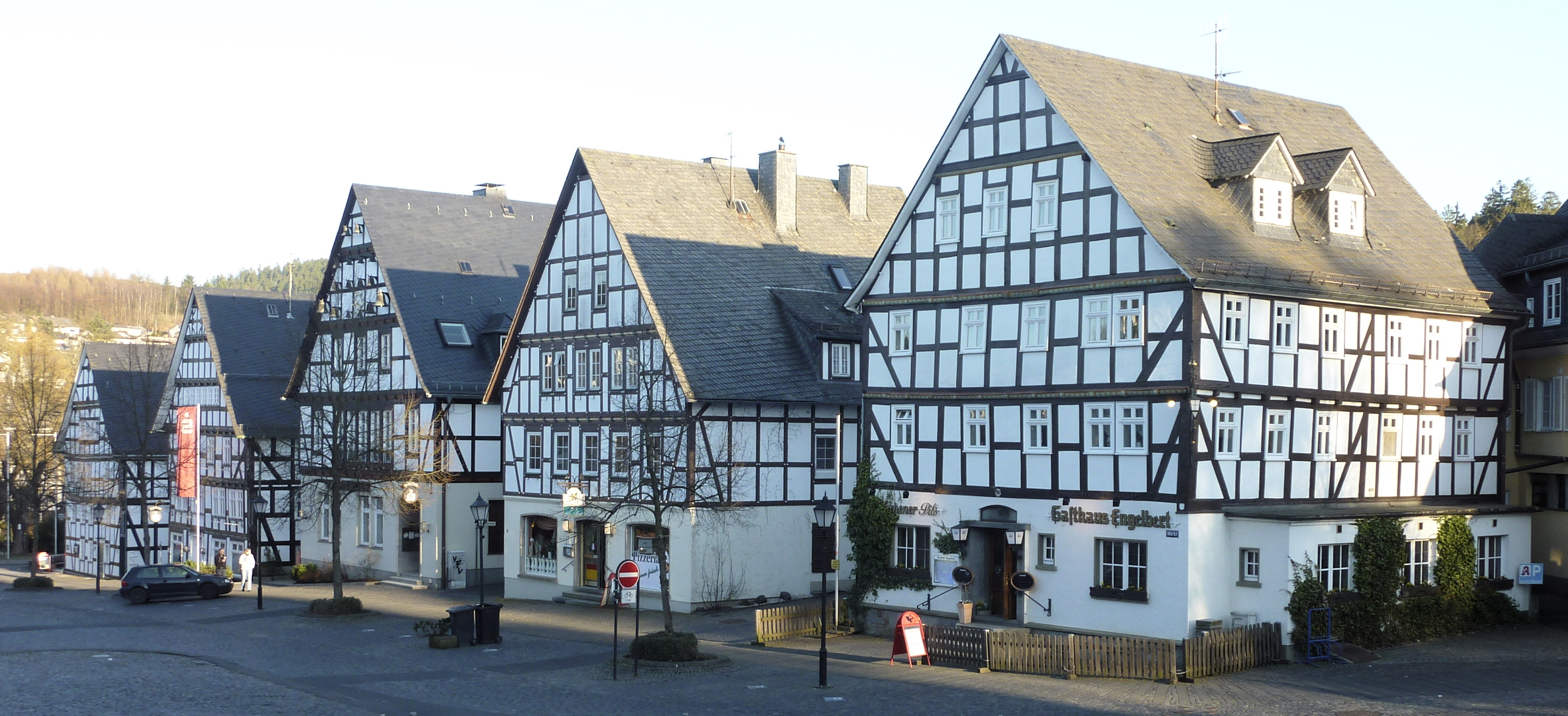
Fachwerkhäuser in Hilchenbach

Hilchenbach liegt innerhalb des Siegerlands im Südwestteil des Rothaargebirges. Sein Stadtgebiet grenzt im Süden an Netphen, im Westen an Kreuztal, im Norden an Kirchhundem und im Osten an Erndtebrück.
Das größte Fließgewässer der Stadt ist die Ferndorf, ein Nebenfluss und hydrologisches Quellgewässer der Sieg. Die durchschnittliche Höhe des Stadtgebiets beträgt 427 m ü. NN, mit 677,7 m ü. NN bildet der Berg Riemen die höchste Erhebung im Stadtgebiet und im Siegerland.

### Stadtgliederung
Hilchenbach besteht aus diesen Stadtteilen:
- Allenbach
- Dahlbruch
- Grund
- Hadem
- Helberhausen
- (Alt-)Hilchenbach
- Lützel
- Müsen
- Oberndorf
- Oechelhausen
- Ruckersfeld
- Vormwald

## Geschichte
Die erste urkundliche Erwähnung von Hilchenbach geht auf den 17. Juni 1292 zurück, als der Ort „Heylichinbach“ in einer Schenkungsurkunde der Gräfin Agnes von Nassau und ihrem ältesten Sohn Heinrich an das Kloster Keppel genannt wird. Es gibt allerdings Hinweise, dass eine Kirche in diesem Gebiet schon zwischen den Jahren 950 und 1000 vom Kloster Corvey aus gegründet worden ist, was auf eine Siedlung schließen lässt.
In einer Urkunde vom 20. Juli 1365 wird ein Festes Haus (Wilhelmsburg) im Hilchenbach erwähnt, mit dem von 1489 bis 1622 die Adeligen Wischel von Langenau belehnt waren.
Im Jahre 1466 verfügte Hilchenbach über 47 Häuser und etwa 300 Einwohner. Von 1467 datiert die erste schriftlich überlieferte Erwähnung von Amt und Gericht Hilchenbach. Umfasst waren davon folgende Siedlungen: Hilchenbach, Lützel, Oberndorf, Hadem, Helberhausen, Grund, Vor dem Wald, Watzenseifen, Alte Bruch, Siebelnhof, Hickebruch, Schreiberg, Sterzenbach, Haarhausen, Stöcken, Allenbach, Schloß Ginsburg, Hof Wehbach, Müsen, Dahlbruch, Schweisfurth und Winterbach.
In den Jahren 1490 und 1547 wütete die Pest in Hilchenbach. Die erste Nennung einer Zollstelle in Hilchenbach erfolgte 1533. 1611 ist die erste urkundliche Erwähnung einer Schule in Hilchenbach zu verzeichnen.
1625 wurde das Dorf Hilchenbach infolge einer Erbteilung zur Residenz von Graf Wilhelm von Nassau-Siegen-Hilchenbach erhoben. Sein Vater hatte 1622 zu diesem Zweck die Hilchenbacher Wasserburg von den Wischel von Langenau erworben, da sich die Ginsburg als baufällig erwiesen hatte. Sie wurde nun nach ihrem neuen Besitzer in Wilhelmsburg umbenannt und bis 1627 baulich erweitert. Diese Entwicklung hob Hilchenbach in der Folge deutlich über die anderen Dörfer seiner Umgebung heraus und prägte auch die Zusammensetzung seiner Bewohnerschaft.
Hilchenbach war 1520–1653 von Hexenverfolgungen betroffen: 21 Frauen und Männer gerieten in Hexenprozesse. Der letzte Hexenprozess fand 1653 statt. Dabei wurden unter dem Vorsitz des Schultheißen Theobald Stalp 18 Personen (14 Frauen und vier Männer) wegen Abgötterei und Zauberei zum Tode verurteilt. Anschließend wurden zehn verbrannt, die restlichen dagegen lediglich enthauptet und zur Erde bestattet, weil sie gütlich ihre Schuld bekannt haben. Opfer der letzten Verbrennung am 28. Juni 1653 wurde Engen, Jacob Steinseifers zu Blittershagen, Wittwe, vulgo die Steinseifersche oder die Klöncksche genannt. Der Rat der Stadt Hilchenbach beschloss am 25. Mai 2011, die Opfer der Hilchenbacher Hexenverfolgungen moralisch-sozialethisch zu rehabilitieren.
Nach dem Tode Graf Wilhelms 1642 fiel das Amt an seinen Bruder, den berühmten Graf Johann Moritz, den „Brasilianer“, der es an seinen Neffen Graf Wilhelm Moritz von Nassau-Siegen vererbte. Dieser begann 1682, in Hilchenbach eine Sommerresidenz einzurichten, und in diesem Zusammenhang wurde das Dorf am 1. Mai 1687 zu einem Flecken erhoben. Mit dem großen Brand am 1. Mai 1689, der die Wilhelmsburg und fast die gesamte Siedlung einäscherte, und dem Tod des Grafen 1691 brach die enge Verbindung Hilchenbachs mit der höfischen Welt weitgehend ab. Das nach dem Brand nur unvollständig wiedererrichtete Schloss wurde in der Folge zu einem Amtssitz.
Am 24. Mai 1824 erhielt der Flecken das Stadtrecht.
Bei einem Großbrand wurden am 26. April 1844 in Hilchenbach 42 Gebäude durch Feuer vernichtet.
Bundesweite Bekanntheit erreichte Hilchenbach 2010 durch den Prozess und die anschließende Verurteilung von vier Mitarbeitern des städtischen Bauhofs, die einen Kollegen jahrelang gequält, gemobbt und verletzt hatten. Auch die auf dem Bauhof herrschenden Zustände standen in der Kritik.
Im Dezember 2016 brach ein Brand im Deutschen Hof aus und zerstörte den Fachwerkkomplex stark. Die Fachwerkfront wurde eingelagert und kann bei einem Wiederaufbau genutzt werden.
Seit 2018 ist Hilchenbach wieder ein Luftkurort, nachdem es seit 1972 zunächst die Kriterien nach dem Kurortegesetz nicht mehr erfüllen konnte. Hauptgrund hierfür waren die bis 1989 im Stadtzentrum produzierenden Lederwerke.

### Ortsname
Es liegt der althochdeutsche Frauenname Heilicha mit dem Grundwort -bach zugrunde. Der Ortsname war ursprünglich ein Gewässername. Der Hilchenbach findet sich im Westen der Ortschaft Hilchenbach.

### Eingemeindungen
Am 1. Januar 1969 wurden das Amt Keppel (bis 1917 Amt Hilchenbach) aufgelöst und die dazugehörenden Gemeinden Allenbach, Dahlbruch, Grund, Hadem, Helberhausen, Lützel, Müsen, Oberndorf, Öchelhausen, Ruckersfeld und Vormwald im Zuge der Gebietsreform zur neuen Stadt Hilchenbach zusammengeschlossen.

### Einwohnerentwicklung
(Stand jeweils am 31. Dezember, Einwohner mit Hauptwohnsitz.)
Quelle: Landesdatenbank NRW, abgerufen am 2. April 2017

## Politik

### Rat der Stadt
Die Sitze des Rates der Stadt Hilchenbach verteilen sich nach den Kommunalwahlen seit 2004 folgt:
|      | SPD | UWG | CDU | GRÜNE | FDP | LINKE | Einzelbewerber | Gesamt |
| 2020 | 12  | 5   | 8   | 3     | 2   | 1     | 1              | 32     |
| 2014 | 15  | 8   | 8   | 5     | 3   | –     | 1              | 40     |
| 2009 | 11  | 10  | 8   | 5     | 4   | –     | 0              | 38     |
| 2004 | 10  | 11  | 8   | 5     | 4   | –     | 0              | 38     |

Die SPD-Fraktion verlor im Laufe der Wahlperiode ab 2014 zwei Sitze durch Fraktionsaustritte. Die zwei ehemaligen SPD-Stadtverordneten schlossen sich zunächst zu einer neuen Fraktion mit dem Namen Fraktion 2.0 zusammen, ab 1. Januar 2018 dann der Partei Die Linke an.
Seit der Kommunalwahl 2020 besteht der Rat aus 32 Mitgliedern. Die Wahlbezirke wurden im Vorfeld von 19 auf 16 reduziert.

### Bürgermeister
Zum Bürgermeister gewählt wurde 2020 in der Stichwahl Kyrillos Kaioglidis (Parteilos) mit 64,49 Prozent der Stimmen. Sein Vorgänger war Holger Menzel (parteilos). Er folgte dem zuvor seit 2004 amtierenden Hans-Peter Hasenstab (ebenfalls parteilos) nach, der am 30. August 2009 mit 78,82 % gegen Herausforderer Hans-Georg Ballbach (CDU) im Amt bestätigt wurde.

### Ehemalige Bürgermeister
- Sechs Jahre zwischen 1952 und 1964: Moritz Weiss († 16. September 1992)[16]
- 1980er Jahre (Wiederwahl zu dritten Amtszeit am 17. Oktober 1989): Paul Roth (SPD)[17]

| Amt                       | Amtszeit          | Dauer     | Name, Vorname            |
| ------------------------- | ----------------- | --------- | ------------------------ |
| Bürgermeister             | 1979 – 1999       | 20 Jahre  | Roth, Paul               |
| Bürgermeister, 1. Stellv. | 10/1989 – 09/1999 | 10 Jahre  | Klaus, Wilhelm-Friedrich |
| Bürgermeister, 1. Stellv. | 09/1999 – 09/2004 | 5 Jahre   | Klein, Manfred           |
| Bürgermeister, 1. Stellv. | 10/2004 – 06/2009 | 5 Jahre   | Hoffmann, Rudolf         |
| Bürgermeister, 1. Stellv. | 10/2009 – 10/2020 | 11 Jahre  | Stötzel, Klaus           |
| Bürgermeister, 1. Stellv. | 11/2020 –         |           | Kemper, Olaf             |
| Bürgermeister, 2. Stellv. | 10/1989 – 10/1994 | 5 Jahre   | Haberkamm, Uwe           |
| Bürgermeister, 2. Stellv. | 10/1994 – 09/1999 | 5 Jahre   | Klein, Manfred           |
| Bürgermeister, 2. Stellv. | 10/1999 – 05/2004 | 4,5 Jahre | Weber, Wolfgang          |
| Bürgermeister, 2. Stellv. | 06/2004 – 09/2004 | 1/4 Jahre | Siemann, Gerda           |
| Bürgermeister, 2. Stellv. | 10/2004 – 09/2009 | 5 Jahre   | Stötzel, Klaus           |
| Bürgermeister, 2. Stellv. | 10/2009 – 06/2014 | 5 Jahre   | Six, Birgit              |
| Bürgermeister, 2. Stellv. | 07/2014 – 10/2020 | 6 Jahre   | Kemper, Olaf             |
| Bürgermeister, 2. Stellv. | 11/2020 -         |           | Thomas, Jan Oliver       |

| Amt           | Amtszeit          | Dauer    | Name, Vorname               |
| ------------- | ----------------- | -------- | --------------------------- |
| Stadtdirektor | 1968 – 1986       | 18 Jahre | Mahrenholz, Hans Christhard |
| Stadtdirektor | 03/1986 – 03/1999 | 13 Jahre | Bell, Wolfgang              |
| Bürgermeister | 09/1999 – 09/2004 | 5 Jahre  | Schlabach, Günter           |
| Bürgermeister | 10/2004 – 10/2015 | 11 Jahre | Hasenstab, Hans-Peter       |
| Bürgermeister | 10/2015 – 10/2020 | 5 Jahre  | Menzel, Holger              |
| Bürgermeister | 11/2020 –         |          | Kaioglidis, Kyrillos        |

### Hilchenbacher Vertreter im Kreistag
Seit der Kommunalwahl 2020 vertreten Tim Lukas Debus (SPD), Katrin Fey (Die Linke), André Jung (CDU), Helmut Kaufmann (SPD) und Heinz-Jürgen Völkel (UWG) die Hilchenbacher Interessen im Kreistag Siegen-Wittgenstein.
André Jung nimmt darüber hinaus das Amt des stellvertretenden Landrats wahr.

### Wappen und Banner
| Wappen der Stadt Hilchenbach, Kreis Siegen-Wittgenstein | Blasonierung: „In Blau ein stehender rotgezungter goldener (gelber) Wolf; im Oberwappen eine dreitürmige silberne (weiße) Mauerkrone.“ |

Banner der Stadt Hilchenbach

| Wappen der Stadt Hilchenbach, Kreis Siegen-Wittgenstein | Wappenbegründung: Am 13. April 1970 wurde der Stadt zuletzt das Recht zur Führung eines Wappens, eines Siegels und eines Banners vom Regierungspräsidenten in Arnsberg verliehen. Damit wird das am 23. Oktober 1911 durch den preußischen König Wilhelm II. verliehene Wappen weiter verwendet. Das Wappentier bezieht sich auf einen schreitenden Wolf, der in den erhaltenen Schöffensiegeln von Hilchenbach mit der Umschrift: S. (= Siegel) der scheffen von helchenbach an Urkunden vom 6. Oktober 1477 und 17. November 1485 vorhanden ist. Als Tinkturen wurden 1911 die Farben der früheren Landesherren der Grafen von Nassau gewählt. „Das Banner der Stadt Hilchenbach zeigt auf einer gelben (orangefarbenen), von zwei schmalen, blauen Seitenstreifen begleiteten Bahn das Stadtwappen.“ |

### Städtepartnerschaften
- Seiffen/Erzgeb.
- Bellegra in der italienischen Region Latium, Kulturabkommen.
- Ruinen (Niederlande), Partnerschaftsvertrag vom 21. Mai 1965[19]

## Kultur und Sehenswürdigkeiten

### Musik
Alt-Hilchenbach ist Sitz des Sinfonieorchesters Philharmonie Südwestfalen, das 1957 als „Siegerland-Orchester“ (und deutsches Nachwuchsorchester) ins Leben gerufen wurde. Es trägt im Untertitel den Namen Landesorchester Nordrhein-Westfalen. Chefdirigent seit 2019 ist Nabil Shehata. Des Weiteren gibt es diverse Musikvereine, Spielmannszüge sowie Chöre.
In seinem Dust-Music-Studio produzierte Željko Topalović insbesondere in den 1990er Jahren etliche Musikalben für seine Plattenfirma 1MF Recordz, beispielsweise Sacrosancts Recesses for the Depraved und Tragic Intense, sowie zahlreiche weitere Werke überregional bekannter Metal-Bands wie unter anderem Assorted Heap, Torchure, Megace, Blood oder Infinite Horizon. Zum Repertoire zählen aber auch nicht zum Verlag gehörende Gruppen wie etwa Die Quietschboys aus Frankfurt am Main.

### Theater
Im Stadtteil Dahlbruch befindet sich das „Gebrüder Busch Theater“, das auch von einem privaten Anbieter als „Viktoriakino“ genutzt wird. Hier findet auch das 6010 Film- und Videofestival statt. Das Wirken der Siegerland-Wittgensteiner Künstlerfamilie Busch erfährt durch den „Gebrüder Busch Kreis“ eine besondere Würdigung.

### Museen
- Im Stadtmuseum in der Wilhelmsburg kann man sich über Heimatgeschichte und in wechselnden Ausstellungen zu geschichtlichen, kulturellen oder künstlerischen Themen im Zusammenhang mit Hilchenbach informieren.[21]
- Im Bergbaumuseum in Müsen werden die Funde aus dem Ausgrabungsgebiet Altenberg und der mehrhundertjährigen Bergbautradition im Müsener Revier ausgestellt.[22] Zudem ist ein Besucherstollen vorhanden.[23]
- Im Landwirtschaftsmuseum in Hadem hat der Besucher Einblick in alte Siegerländer Landwirtschaftsvorgänge sowie in das harte Leben in Uromas Zeiten (18. Jh.). Zu sehen sind hier eine Bauernküche und diverse Milchverarbeitungsgeräte. Jedes Jahr gibt es das „große Dreschfest“.[24]
- Im Internatsmuseum Stift Keppel kann man sich die Lebenssituation der Stiftsdamenlehrerinnen in der Zeit um 1900 ansehen. Verschiedene Räume wurden originalgetreu eingerichtet.[25]

### Bauwerke und Sehenswürdigkeiten

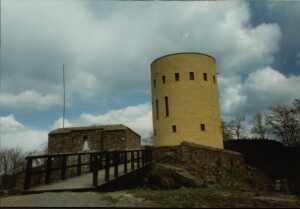
Ruine der Ginsburg über Hilchenbach-Grund

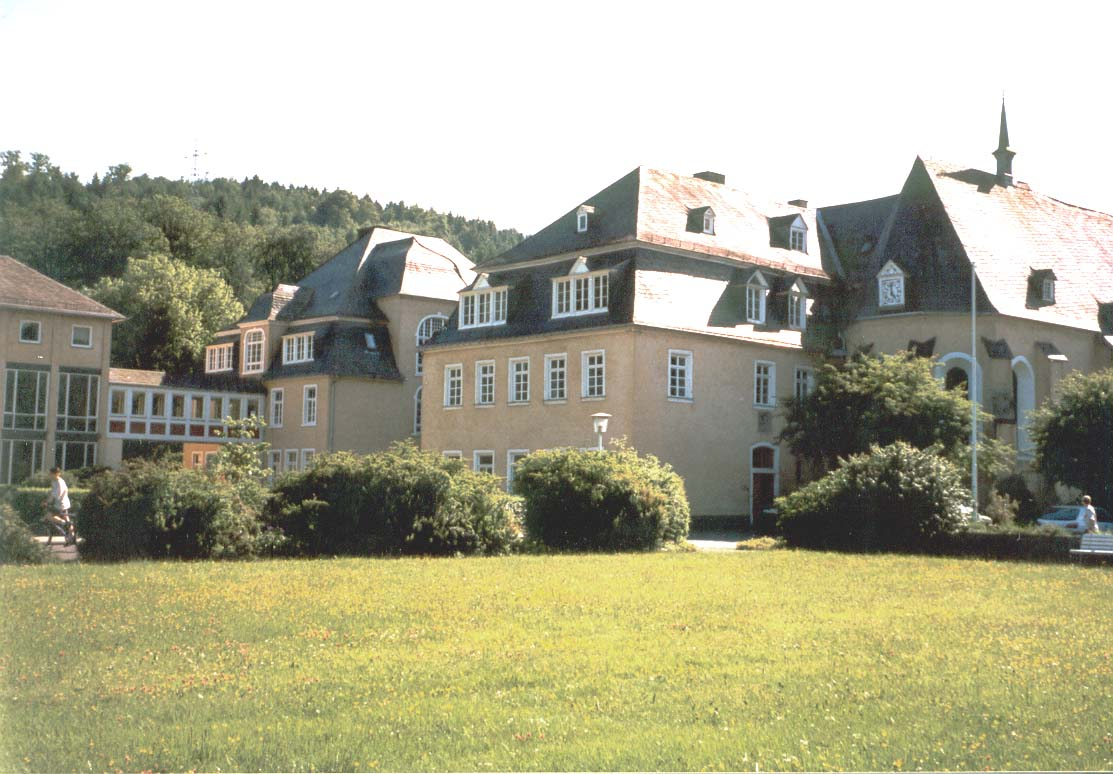
Stift Keppel: Ansicht der Wappenhalle mit Seufzerbrücke zum Abteiflügel, des Neuen Hauses und der Stiftskirche

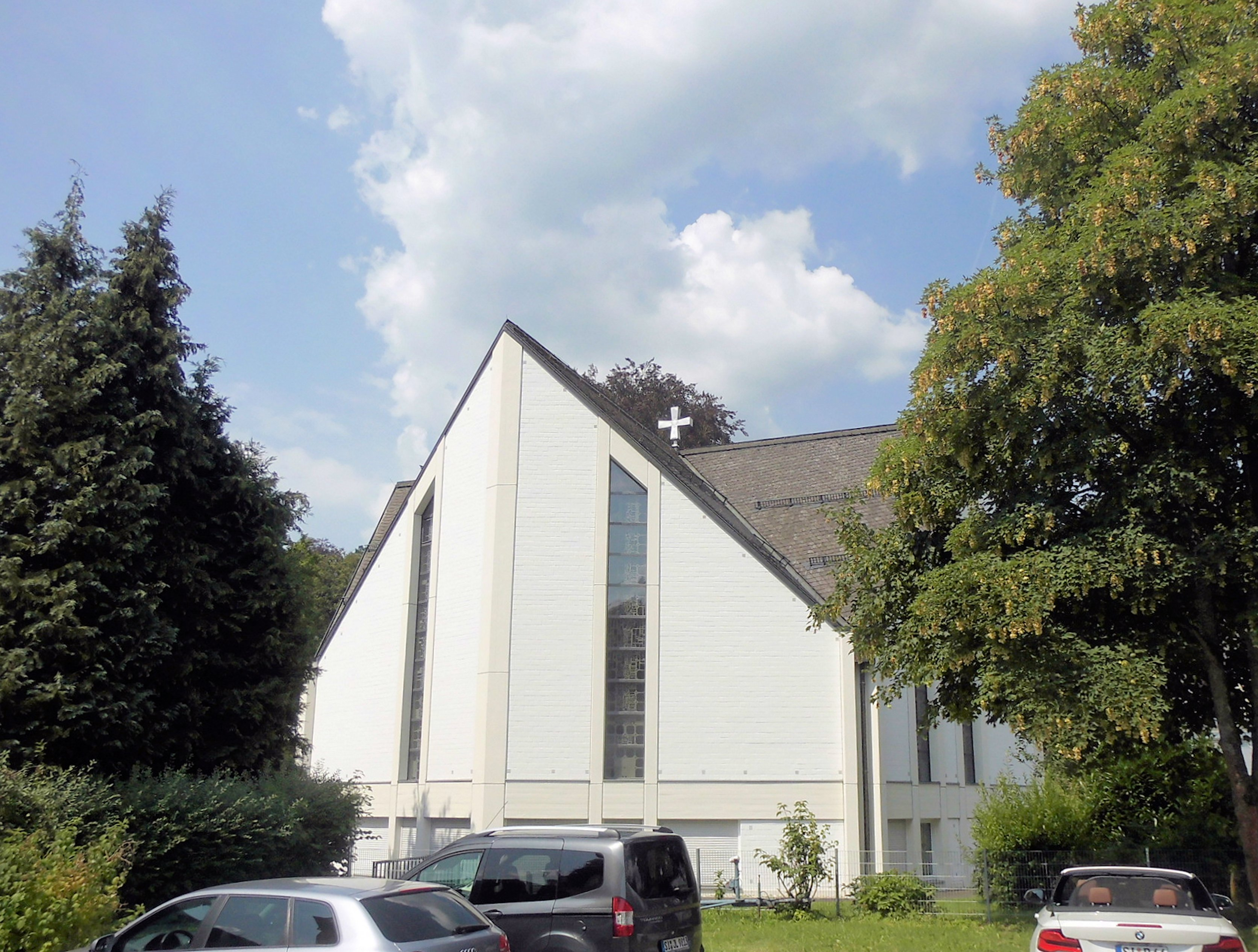
Kirche St. Vitus

#### Ginsburg
Die Ginsburg, hoch über dem Stadtteil Grund gelegen, wurde im Jahre 1255 als nassauische Grenzbefestigung erwähnt. Geschichtliche Bedeutung erlangte die Burg im Jahre 1568 als Wilhelm I. auf der Burg Pläne für die Befreiung der Niederlande ausarbeitete und dort die letzten Feldzugsvorbereitungen traf.
Auf der Ginsburger Heide war der Sammelpunkt der dritten Heeresgruppe unter Graf Ludwig von Nassau, was die Ginsburg und somit Hilchenbach, zu einem Ausgangspunkt des niederländischen Freiheitskampfes im Achtzigjährigen Krieg machte. Heute ist von der Burg nur noch der Bergfried nach Wiederaufbau in den 1960er Jahren erhalten, die restliche Anlage ist eine Ruine. Nach Veröffentlichungen des „Ginsburg-Vereins“ weist der Bergfried heute knapp die Hälfte der ursprünglichen Höhe auf.

#### Gillerturm
Der Gillerturm ist ein 1892 erbauter Aussichtsturm auf dem Berg Giller, von dem sich Aussicht unter anderem über Rothaargebirge und Siegerland bietet.

#### Historischer Marktplatz
Der Hilchenbacher Markt liegt im Zentrum der Stadt. Viele Veranstaltungen, wie zum Beispiel Volksfeste, Kirmes und mehr finden hier statt. Die für Siegerländer Verhältnisse ungewöhnliche Weite des Platzes ist von ansehnlichen Ackerbürgerhäusern, Fachwerkhäusern und der exponiert stehenden Evangelischen Kirche geprägt. Im Giebel des Sparkassengebäudes befindet sich ein Glockenspiel, welches mit bekannten Melodien zu festen Zeiten erklingt.
Eine künstlerische Ansicht des Marktplatzes lieferte der Maler Lothar Grisebach mit seinem Aquarell Marktplatz Hilchenbach, auf dem viele bekannte Hilchenbacher Persönlichkeiten abgebildet sind, darunter auch der ehemalige Stadtdirektor Hans Christhard Mahrenholz.

#### Stift Keppel
Das ehemalige Prämonstratenserinnenstift Keppel ist eines der bedeutendsten barocken Kleinode des Siegerlands: Besonders sehenswert sind die romanisch-gotische Stiftkirche mit barocker Innenausstattung, das Neue Haus, der Konventssaal und das kleine Stiftsmuseum.
Das Stift Keppel wurde vor 1239 von Friedrich vom Hain gestiftet und stand unter dem Protektorat des Grafen- und Fürstenhauses Nassau-Oranien, später unter dem des preußischen Königshauses. Nach der Reformation wurde Keppel 1547 ein adeliges Damenstift mit einer Mädchenschule, später ein Oberlyzeum und Lehrerinnenseminar. Heute ist Stift Keppel ein Gymnasium mit Tagungs- und Gästehaus und einem kleinen Museum. Bis zur Säkularisation unterstand das Stift wechselnden konfessionellen Oberinnen. Bis um 1912 gab es getrennte Wirtschaftsgebäude (z. B. die sog. Stiftsökonomie, eines der mächtigsten Fachwerkbauten im Siegerland) mit einem evangelischen und katholischen Teil.
In Hilchenbach befand sich – an anderem Ort – seit 1867 das nach Entwürfen des Berliner Architekten Gustav Knoblauch errichtete Lehrerseminar, welches bis nach dem Ersten Weltkrieg existierte. Später wurde in dem Seminargebäude das Jung-Stilling-Gymnasium und nach dessen Schließung im Jahr 2008 die Carl-Krämer-Realschule untergebracht. Somit ist Hilchenbach neben Siegen die Stadt im Siegerland mit der längsten Tradition im Bildungswesen.

#### Breitenbachtalsperre
Zwischen den Stadtteilen Dahlbruch und Allenbach befindet sich die Breitenbachtalsperre, die mit ihrem Stausee der Wasserversorgung des Siegerlands dient. Hier bieten sich zahlreiche Möglichkeiten für Wanderungen.

### Windpark Hilchenbach
In Hilchenbach existiert ein Windpark, der aus fünf Windkraftanlagen vom Typ Enercon E-82 besteht. Jede der verwendeten Windkraftanlagen hat eine Leistung von 2 MW und eine Nabenhöhe von 138 Metern. Die Windkraftanlagen des Windpark Hilchenbach wurden 2007/2008 errichtet und sind die ersten Enercon E-82 Windkraftanlagen mit 138 Metern Nabenhöhe. Finanziert wurden sie als „Bürgerwindpark“ durch die Gesellschafter der RothaarWind GmbH und Co. KG. Bei diesen handelt es sich neben der Stadt Hilchenbach um 87 Privatpersonen aus Hilchenbach und Umgebung. Als Ausgleich für die 1,5 Hektar große Fläche, die für den Bau gerodet werden musste, wurden 5 Hektar Fichtenwald mit Buchen angereichert.

### Naturdenkmäler
Altenberg
Am Altenberg zwischen dem Stadtteil Müsen und dem zu Kreuztal gehörenden Stadtteil Littfeld befinden sich die Reste einer Siedlung aus dem 13. Jahrhundert. Ein Rundwanderweg führt durch diese ehemalige Bergbausiedlung. Funde werden im Bergbaumuseum in Müsen ausgestellt.
Am Altenberg befand sich der älteste bekannte Bergbaubetrieb des ganzen Siegerlandes; seit dem 13. Jahrhundert wurden dort Blei- und Silbererze gewonnen. Wegen ihrer herausragenden Bedeutung in der Dokumentation der Bergbaugeschichte wurde eine Vielzahl der Funde vom Altenberg in das Deutsche Bergbaumuseum in Bochum aufgenommen. Dort wird dem Besucher rund um einen kompletten Schachtausbau anhand der Müsener Fundexponate die Lebenssituation mittelalterlicher Bergleute dargestellt.

### Regelmäßige Veranstaltungen
- KulturPur – internationales Zelttheaterfestival zu Pfingsten am Berg Giller beim Stadtteil Lützel
- Gillerbergturnfest – Das seit 1907 jährlich durchgeführte Bergsportfest auf dem Giller gilt mit mehr als 2000 Teilnehmern als größtes Deutschlands.

## Religionen

### Christentum
- Evangelische Kirchengemeinde Hilchenbach
- Kath. Kirchengemeinde St. Augustinus Keppel in Dahlbruch
- Evangelische Kirchengemeinde Müsen

### Buddhismus
- Wat Doi Suthep – Thailändischer Tempel

## Wirtschaft und Infrastruktur

### Verkehr

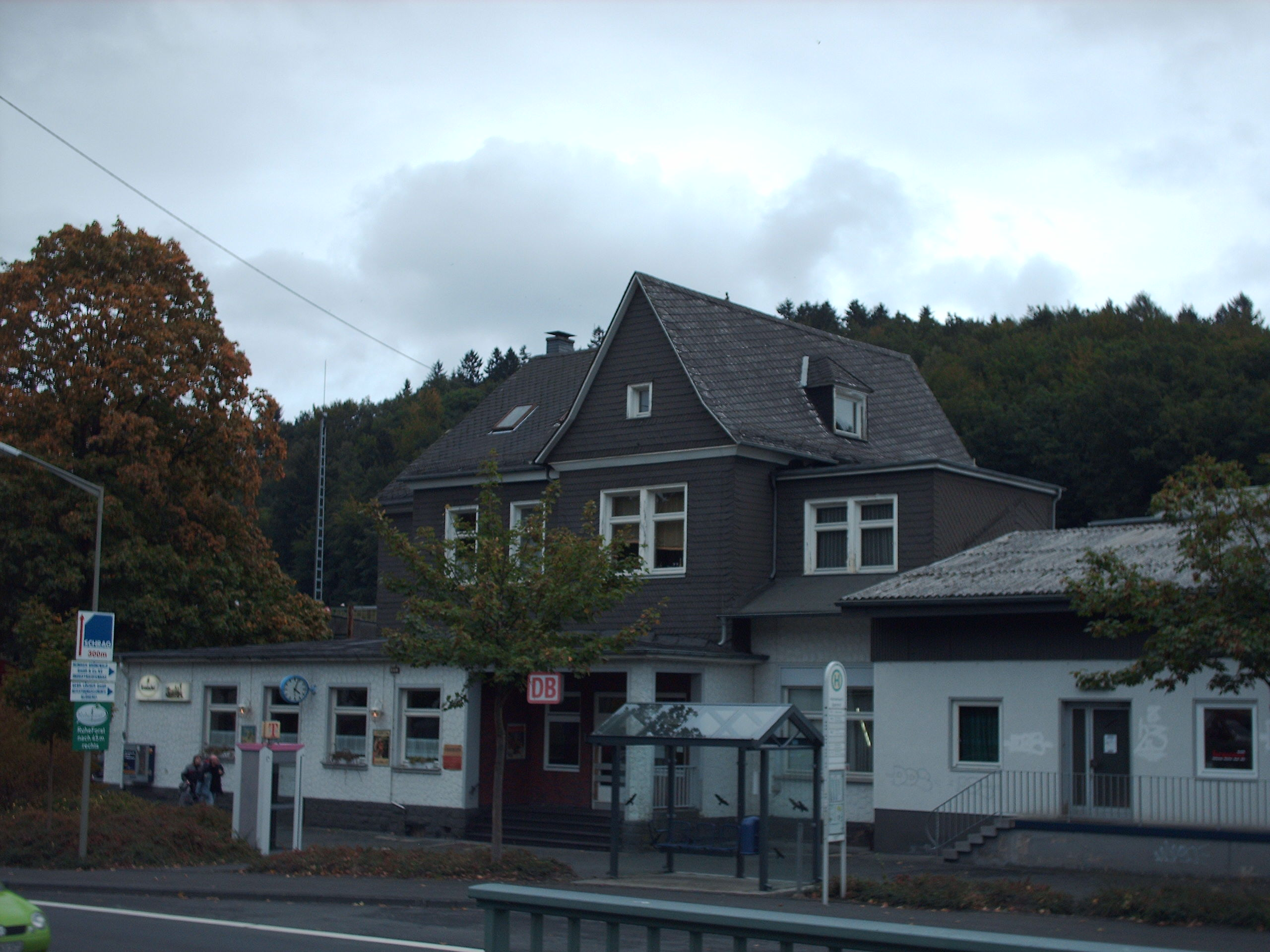
Bahnhof Hilchenbach

Die Hauptverkehrsanbindung erfolgt in Ost-West-Richtung zum einen über die B 508 und über die Bahnstrecke Kreuztal–Cölbe in Richtung Kreuztal und Erndtebrück, an der Hilchenbach mit den Stationen Dahlbruch, Hillnhütten, Stift Keppel-Allenbach, Hilchenbach, Vormwald Dorf, Vormwald und Lützel liegt.
Die Verkehrsgemeinschaft Westfalen-Süd verbindet die Stadt mit Buslinien mit den Nachbarorten. Zudem ist Hilchenbach über den im Süden des Kreises gelegenen Flughafen Siegerland zu erreichen.

### Ansässige Unternehmen

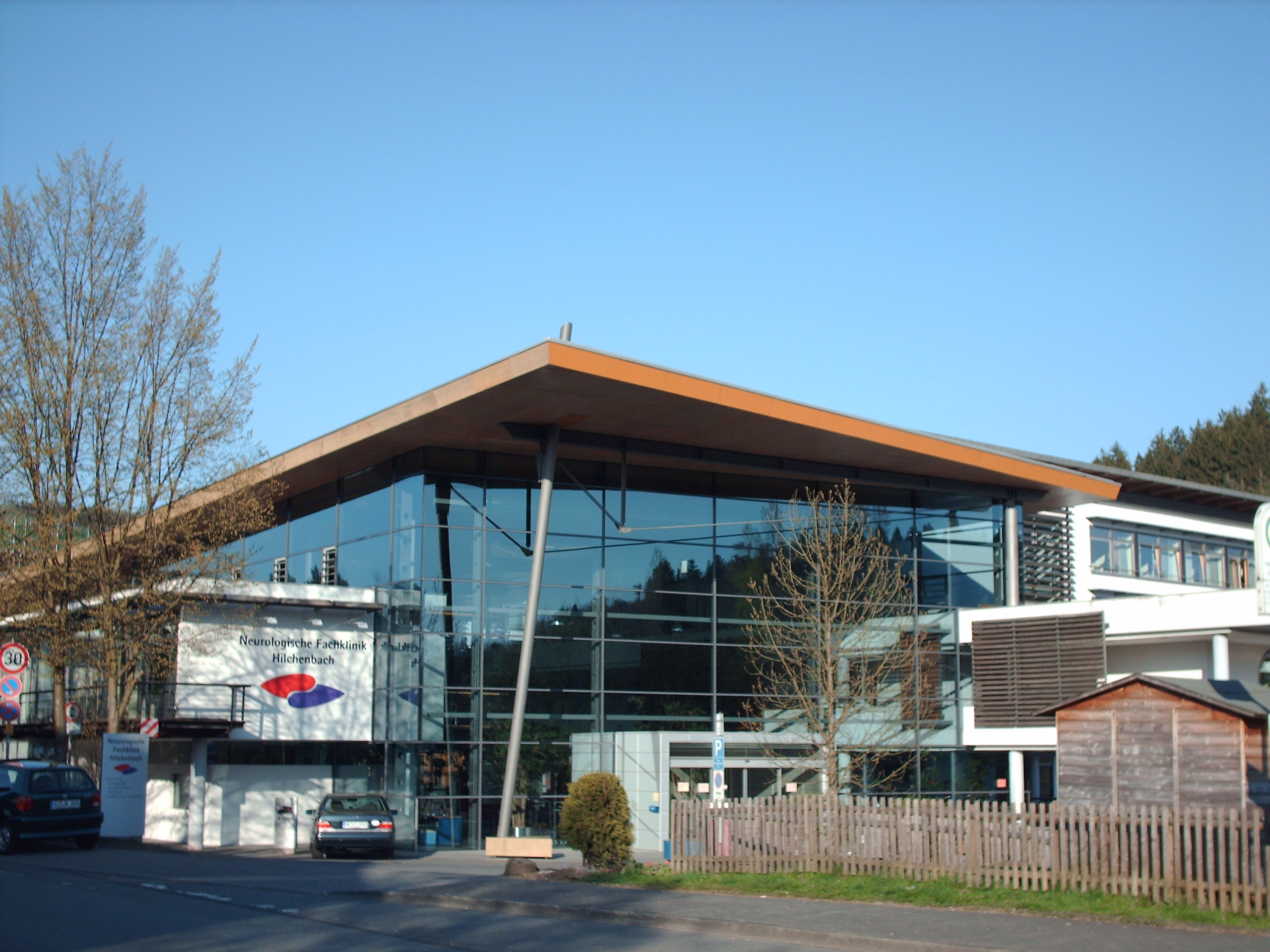
Neurologische Fachklinik

Im Ort befindet sich seit Oktober 1997 eine neurologische Fachklinik. Angeboten werden Rehabilitationsleistungen wie Neuropsychologie, Psychotherapie, Sprachtherapie/Logopädie, Krankengymnastik/Physiotherapie, Ergotherapie, physikalische Therapie, Musik- und Kunsttherapie, Pflegetherapie, Sozialberatung und Ernährungs- und Diätberatung.
Im Ortsteil Dahlbruch ist mit der SMS group GmbH einer der größten Arbeitgeber der Region vertreten.
Außerdem befindet sich in den Gebäudeteilen des Unternehmens die Novitas BKK, welche nach der Fusion am 1. Januar 2022 die Siemag BKK ablöste, die eine der ältesten Krankenkassen Deutschlands war.

## Katastrophen- und Zivilschutz

### Feuerwehr
Die Freiwillige Feuerwehr der Stadt Hilchenbach teilt sich auf in fünf Löschzüge, die für einzelne Stadtteile zuständig sind.
- Der Löschzug 1 in Hilchenbach verfügt über einen Einsatzleitwagen 1, zwei Hilfeleistungslöschgruppenfahrzeug 20 (HLF20), einen Gerätewagen-Logistik 2 (GW-L2) und einen Mannschaftstransportfahrzeug (MTF) sowie einem Mehrzweckanhänger.[29]
- Der Löschzug 2 in Dahlbruch besteht aus einem Einsatzleitwagen 1, einem Löschgruppenfahrzeug 20/20 (LF20), einem Staffellöschfahrzeug (MLF) 10/10 und einer Drehleiter mit Korb (DLK 23/12).
- Der Löschzug 3 in Müsen ist mit einem Mannschaftstransportfahrzeug MTF, einem Hilfeleistungslöschgruppenfahrzeug 20, einem Löschgruppenfahrzeug LF 10/06, einem Gerätewagen, einer Anhängeleiter 12 und einem Feldkochherd ausgestattet.
- Die Stadtteile Grund, Oechelhausen und Ruckersfeld gehören zum Einsatzgebiet des Löschzugs 4. Dieser verfügt über ein Tragkraftspritzenfahrzeug mit Wasser und ein Staffellöschfahrzeug (MLF) 10/10 und einem Mannschaftstransportfahrzeug (MTF).
- Der Löschzug 5 ist für die Stadtteile Helberhausen, Lützel und Vormwald zuständig. Er besteht aus einem Löschgruppenfahrzeug 10/10, einem Einsatzleitwagen 1, einem Tragkraftspritzenfahrzeug mit Wasser TSF-W, einem Staffellöschfahrzeug 10/6 und einem Tragkraftspritzenfahrzeug TSF-W.

### Deutsches Rotes Kreuz
Der DRK-Ortsverein Hilchenbach e. V. bietet vielfältige Freizeitgestaltung für Jung und Alt. Von Frauenvereinen über Einsatzdienst bis hin zum Jugendrotkreuz bestehen Angebote für viele verschiedene Bevölkerungsgruppen. Momentan gibt es 50 aktive ehrenamtliche Helfer zwischen 17 und 65 Jahren und etwa 550 passive Mitglieder. Vorsitzender ist Friedhelm Plate. Der DRK-Einsatzdienst besteht aus einer Schnell-Einsatz-Gruppe (SEG), die bei Bränden die Feuerwehr unterstützt, außerdem bildet Hilchenbach zusammen mit den Ortsvereinen aus Freudenberg und Kreuztal die vierte Einsatzeinheit, die bei Großschadenslagen (MANV) wie zum Beispiel einem Busunglück, zum Einsatz kommen. Als Einsatzmittel stehen ein Krankentransport-, ein Arzttruppkraft-, ein Notfallkranken-, ein Mannschaftstransport-, ein 4-Tragen-Krankentransportwagen sowie ein Transporter zur Verfügung.
Im Jahr 2008 bezog das DRK sein neues DRK-Sozial-Zentrum im Ruinener Weg 2. Somit sind Sozialstation, Einsatzmittel und Schulungsräume erstmals in einem Gebäudekomplex untergebracht.

## Persönlichkeiten

### Ehrenbürger
- Emma Katharine Vogel (* 5. März 1843 in Dahlbruch; † 9. April 1933 ebenda),
- Friedrich Anton Sapp (* 26. August 1847 in Fredeburg/Sauerland; † 1. April 1937 in Dahlbruch)[30]
- Wilhelm Münker (1874–1970), Mitbegründer des Deutschen Jugendherbergswerks und aktiver Naturschützer
- Polexine Wurmbach (* 19. Juni 1832 in Dahlbruch; † 31. Dezember 1932 ebenda) wurde an ihrem 90. Geburtstag mit der Ehrenbürgerwürde geehrt. Die Verleihung erfolgte im Gedenken an ihren Ehemann, Heinrich Wilhelm Ernst Wurmbach (1827–1916), der viele Jahre als Vorsteher der Gemeinde Dahlbruch tätig war.

(Quelle:)

### In Hilchenbach geboren

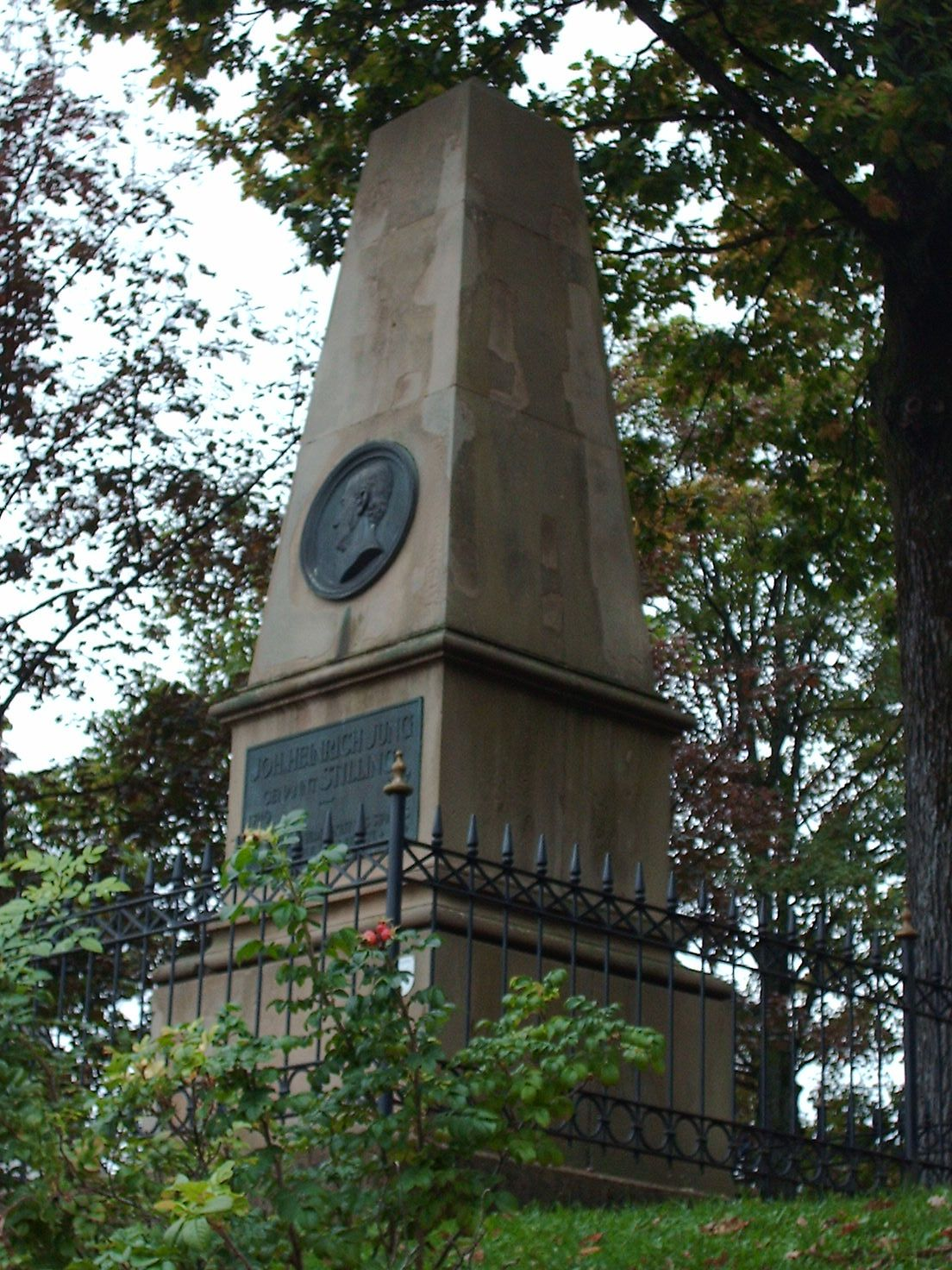
Jung-Stilling-Denkmal

- Johann Eberhard Rau (1695–1770), geboren in Allenbach, Theologe
- Johann Heinrich Jung (1711–1786), geboren in Grund, Oberbergmeister und Industriepionier
- Johann Heinrich Jung-Stilling (1740–1817), geboren in Grund, Augenarzt, Wirtschaftswissenschaftler und Schriftsteller der Empfindsamkeit
- Karl Friedrich Schenck (1781–1849), Amtsvogt
- Julius Wurmbach (1831–1901), geboren in Müsen, Fabrikant
- Eduard Klein (1837–1901), in Stift Keppel geborener Bergwerksdirektor und nationalliberaler Reichstagsabgeordneter
- Wilhelm Müller-Erzbach (1839–1914), Naturwissenschaftler
- Eugen Bormann (1842–1917), Althistoriker und Epigraphiker
- Julius Wurmbach (1831–1901), Fabrikant und Kommunalpolitiker
- Julius Wurmbach jr. (1860–1926), geboren in Lohe, Fabrikant und Kommunalpolitiker in Frankfurt am Main
- Carl Kraemer (1873–1951), Tierschützer
- Wilhelm Münker (1874–1970), Mitbegründer des Deutschen Jugendherbergswerks und aktiver Naturschützer
- Hermann Müller (1882–1959), Jurist, Kommunalpolitiker und Dezernent für die Verkehrsbetriebe in Hannover
- Walter Menn (1890–1967), Bibliothekar
- Otto Schwarz (1891–1964), Kommunalpolitiker (SPD), Landrat im Kreis Siegen und Oberbürgermeister von Siegen
- Ernst Biberstein (1899–1986), Pastor, SS-Obersturmbannführer und Leiter eines Einsatzkommandos in der Ukraine, zum Tode verurteilter Kriegsverbrecher
- Robert Ochsenfeld (1901–1993), geboren in Helberhausen, Physiker
- Hans Wilbert Petri (1901–1944), Jurist und Oberbürgermeister von Wattenscheid
- Hermann Wurmbach (1903–1976), geboren in Müsen, Zoologe
- Gerhard Moll (1933–2015), geboren in Vormwald, Lokomotivführer und Autor
- Karl-Rudolf Koch (* 1935), Geodät und emeritierter Professor
- Elvira Hoffmann geb. Klappert (* 1941), geboren in Dahlbruch, deutsche Schriftstellerin
- Uwe von Seltmann (* 1964), geboren in Müsen, Journalist und Schriftsteller

### Weitere Persönlichkeiten mit Verbindung zur Stadt
- Wilhelm (Nassau-Hilchenbach) (1592–1642), einziger Graf und Vertreter der Linie Nassau-Siegen-Hilchenbach
- Joseph Büttner (1898–1978), Bürgermeister 1946–1948, Landrat Kreis Siegen und Landtagsabgeordneter (CDU)
- Rolf Agop (1908–1998), Dirigent
- Lothar Grisebach (1910–1989), Maler
- Lothar von Seltmann (* 1943), Schriftsteller
- Edith Düsing (* 1951), Philosophin, wohnt in Hilchenbach

### Hilchenbacher Opfer des Nationalsozialismus, derer mit Stolpersteinen gedacht wird
- Hony Röschen, geb. 21. 2. 1868 in Erndtebrück, deportiert am 27. 7. 1942 nach Theresienstadt, ermordet
- Karl Schäfer, geb. 15. 2. 1881 in Niedermendig, deportiert am 28. 4. 1942 nach Zamosc, ermordet
- Bianca Schäfer (geb. Holländer), geb. 16. 9. 1886 in Elsoff, deportiert am 28. 4. 1942 nach Zamosc, ermordet
- Robert König, Jg. 1904, SPD-Mitglied im Widerstand, verhaftet wegen sog. Rassenschande, am 5. 2. 1945 in Neuengamme ermordet
- Joseph Holländer, geb. 13. 9. 1884 in Elsoff, am 28. 4 .1942 deportiert nach Zamosc, ermordet
- Julie Holländer (geb. Sommer), geb. 2. 9. 1886 in Heinebach, am 28. 4. 1942 deportiert nach Zamosc, ermordet
- Artur Holländer, geb. 7. 4. 1925 in Hilchenbach, am 28. 4. 1942 deportiert nach Zamosc, ermordet
- Willi Holländer, geb. 2. 4. 1893 in Hilchenbach, am 27. 2. 1943 deportiert nach Auschwitz, ermordet
- Elisabetha Holländer (geb. Sonnheim), geb. 28. 5. 1900 in Hilchenbach, am 28. 2. 1943 deportiert nach Auschwitz, ermordet
- Arno Alfred Holländer, 25. 2. 1928 in Hilchenbach, am 27. 2. 1943 deportiert nach Auschwitz, ermordet
- Lothar Holländer, geb. 3. 9. 1933 in Hilchenbach, am 28. 2. 1943 deportiert nach Auschwitz, ermordet
- Herz Stern, geb. 16. 11. 1858 in Breidenbach, 1939 Flucht nach Holland, Januar 1943 vor der Deportation Flucht in den Tod
- Karoline 'Lina' Stern (geb. Hony), geb. 24. 1. 1859 in Erndtebrück, 1939 Flucht nach Holland, im Lager Kamp Vught (Herzogenbusch) interniert, April 1943 ermordet